# ザスローン部隊
ザスローン部隊（ザスローンぶたい）とは、ロシア対外情報庁（SVR）の特殊部隊。ザスローン（Заслон）とは、ロシア語で防壁を意味する。ロシアの特殊部隊中で最も機密性が高く、その任務は明らかにされていないが、暗殺、破壊工作等を任務とした旧KGB第1総局の特殊部隊、ヴィンペル部隊と同様だと思われる。
ザスローン部隊は1998年に創設され隊員数は約300人であり、24時間体制で待機状態にある隊員もいるが、その行動については他の情報機関にも知らされていない。元KGB職員の言葉によれば、「彼らの作戦が成功したならば、世界はその成果についてすら知ることができないだろう」。

## 活動
2003年のイラク戦争の際に駐イラク・ロシア大使館の警備と秘密文書搬出のためにザスローン2個小隊がバグダッドに派遣されたという未確認情報が現れた。